# Tournoi d'ouverture du championnat du Guatemala de football 2001
Navigation
Saison précédente Saison suivante
Le Tournoi du Reordenamiento 2001 est le cinquième tournoi saisonnier disputé au Guatemala.
C'est cependant la 52e fois que le titre de champion du Guatemala est remis en jeu.
Lors de ce tournoi, le CSD Comunicaciones a tenté de conserver son titre de champion du Guatemala face aux onze meilleurs clubs guatémaltèques.
Chacun des douze clubs participant était confronté deux fois aux onze autres équipes. Puis les huit meilleurs se sont affrontés lors d'une phase finale à la fin du tournoi.
Seulement une place était qualificative pour la Copa Interclubes UNCAF.

## Les 12 clubs participants
| \| Guatemala: Aurora FC CSD Comunicaciones CSD Municipal Universidad SC Antigua GFC Guatemala Cobán Imperial Guatemala CD Jalapa Deportivo Marquense Guatemala Deportivo Petapa Deportivo Teculután Guatemala Xelaju MC Deportivo Zacapa \| Localisation des clubs. |
| Guatemala: Aurora FC CSD Comunicaciones CSD Municipal Universidad SC Antigua GFC Guatemala Cobán Imperial Guatemala CD Jalapa Deportivo Marquense Guatemala Deportivo Petapa Deportivo Teculután Guatemala Xelaju MC Deportivo Zacapa                               |

Ce tableau présente les douze équipes qualifiées pour disputer le championnat 2001-2002. On y trouve le nom des clubs, le nom des stades dans lesquels ils évoluent ainsi que la capacité et la localisation de ces derniers.
| Club                     | Stade                                | Capacité | Ville             |
| Antigua GFC              | Stade Pensativo                      | 10 000   | Antigua Guatemala |
| Aurora FC                | Stade de l'Ejército                  | 13 300   | Guatemala City    |
| Cobán Imperial           | Stade Verapaz                        | 15 000   | Cobán             |
| CSD Comunicaciones       | Stade Mateo Flores                   | 30 000   | Guatemala City    |
| CD Jalapa                | Stade Las Flores                     | 15 000   | Jalapa            |
| Deportivo Marquense      | Stade Marquesa de la Ensenada        | 10 000   | San Marcos        |
| CSD Municipal            | Stade Mateo Flores                   | 30 000   | Guatemala City    |
| Deportivo Petapa (en)    | Stade Municipal de San Miguel Petapa | 7 000    | San Miguel Petapa |
| Deportivo Teculután (en) | Stade Julio Héctor Paz Castilla      | 4 000    | Teculután         |
| Universidad SC           | Stade de la Revolución               | 5 000    | Guatemala City    |
| Xelaju MC                | Stade Mario Camposeco                | 11 000   | Quetzaltenango    |
| Deportivo Zacapa         | Stade David Ordoñez Bardales         | 10 000   | Zacapa            |

## Compétition
Le tournoi du Reordenamiento se déroule de la même façon que les tournois saisonniers précédents, en deux phases :
- La phase de qualification : les vingt-deux journées de championnat.
- La phase finale : les matchs aller-retour allant des quarts de finale à la finale.

### Phase de qualification
Lors de la phase de qualification les douze équipes affrontent à deux reprises les onze autres équipes selon un calendrier tiré aléatoirement.
Les huit meilleures équipes sont qualifiées pour les quarts de finale.
Le classement est établi sur le barème de points classique (victoire à 3 points, match nul à 1, défaite à 0).
Le départage final se fait selon les critères suivants :
- Le nombre de points.
- La différence de buts générale.
- Le nombre de buts marqué.

#### Classement
| Rang | Équipe                     | Pts | J  | G  | N | P  | Bp | Bc | Diff |
| ---- | -------------------------- | --- | -- | -- | - | -- | -- | -- | ---- |
| 1    | CSD Municipal              | 48  | 22 | 15 | 3 | 4  | 49 | 18 | +31  |
| 2    | Cobán Imperial             | 43  | 22 | 13 | 4 | 5  | 43 | 25 | +18  |
| 3    | CSD Comunicaciones T       | 42  | 22 | 12 | 6 | 4  | 47 | 23 | +24  |
| 4    | Deportivo Marquense        | 34  | 22 | 10 | 4 | 8  | 30 | 29 | +1   |
| 5    | CD Jalapa P                | 33  | 22 | 9  | 6 | 7  | 31 | 21 | +10  |
| 6    | Deportivo Zacapa           | 29  | 22 | 8  | 5 | 9  | 31 | 35 | -4   |
| 7    | Aurora FC                  | 28  | 22 | 8  | 4 | 10 | 33 | 42 | -9   |
| 8    | Xelaju MC                  | 27  | 22 | 6  | 9 | 7  | 27 | 27 | 0    |
| 9    | Antigua GFC                | 27  | 22 | 7  | 6 | 9  | 33 | 44 | -11  |
| 10   | Deportivo Teculután (en) P | 26  | 22 | 6  | 8 | 8  | 22 | 30 | -8   |
| 11   | Deportivo Petapa (en) P    | 14  | 22 | 3  | 5 | 14 | 18 | 40 | -22  |
| 12   | Universidad SC             | 14  | 22 | 4  | 2 | 16 | 20 | 50 | -30  |

| Légende : Qualifications et relégations | Légende : Qualifications et relégations          |
| --------------------------------------- | ------------------------------------------------ |
|                                         | Qualifié pour les quarts de finale               |
|                                         | Relégué en Primera División de Guatemala         |
|                                         | T Tenant du titre P Promu de la saison 2000-2001 |

#### Matchs
| Résultats (▼dom., ►ext.)                                   | Ant | Aur | Cob | Com | Jal | Mar | Mun | Pet | Tec | Uni | Xel | Zac |
| Antigua GFC                                                |     | 2-1 | 2-2 | 2-4 | 2-3 | 1-2 | 1-0 | 2-1 | 1-1 | 3-1 | 1-3 | 4-1 |
| Aurora FC                                                  | 4-1 |     | 2-3 | 2-1 | 0-4 | 0-2 | 1-3 | 5-0 | 3-0 | 2-1 | 1-1 | 4-3 |
| Cobán Imperial                                             | 1-1 | 4-1 |     | 1-1 | 2-0 | 1-0 | 3-1 | 3-0 | 4-1 | 4-0 | 1-0 | 1-0 |
| CSD Comunicaciones                                         | 2-1 | 3-0 | 3-2 |     | 0-0 | 2-0 | 0-3 | 3-3 | 4-0 | 3-1 | 4-0 | 2-0 |
| CD Jalapa                                                  | 1-1 | 1-2 | 3-1 | 0-0 |     | 0-1 | 0-1 | 3-0 | 2-0 | 0-2 | 3-1 | 2-1 |
| Deportivo Marquense                                        | 3-1 | 1-1 | 1-1 | 1-4 | 1-0 |     | 1-3 | 1-0 | 1-1 | 4-1 | 1-0 | 4-1 |
| CSD Municipal                                              | 7-0 | 5-2 | 2-1 | 1-1 | 0-2 | 5-1 |     | 5-1 | 5-1 | 2-0 | 1-0 | 0-0 |
| Deportivo Petapa (en)                                      | 0-1 | 3-0 | 0-2 | 2-3 | 2-2 | 2-0 | 1-0 |     | 1-1 | 0-1 | 0-0 | 0-1 |
| Deportivo Teculután (en)                                   | 3-0 | 0-0 | 1-2 | 1-0 | 0-0 | 2-1 | 0-1 | 1-1 |     | 3-0 | 3-1 | 1-1 |
| Universidad SC                                             | 1-3 | 0-1 | 1-2 | 0-5 | 0-2 | 1-3 | 1-2 | 1-0 | 1-1 |     | 1-1 | 4-2 |
| Xelaju MC                                                  | 2-2 | 1-1 | 3-1 | 1-1 | 1-0 | 0-0 | 1-1 | 3-1 | 0-1 | 4-1 |     | 2-0 |
| Deportivo Zacapa                                           | 1-1 | 3-0 | 2-1 | 2-1 | 3-3 | 2-1 | 0-1 | 2-0 | 1-0 | 3-1 | 2-2 |     |
| - Victoire à domicile - Match nul - Victoire à l'extérieur |     |     |     |     |     |     |     |     |     |     |     |     |

### La phase finale
Les huit équipes qualifiées sont réparties dans le tableau final d'après leur classement général.
En cas d'égalité sur la somme des deux matchs, c'est l'équipe étant la mieux classé lors de la compétition régulière qui l'emporte à l'exception de la finale où une prolongation puis une séance de tirs au but ont éventuellement lieu.

#### Tableau
|  |                     |                |                    |               |                |      |     |            |            |            |            |               |     |   |        |        |        |        |        |  |  |
|  | 1/4 de finale       | 1/4 de finale  | 1/4 de finale      | 1/4 de finale | 1/4 de finale  |      |     | 1/2 finale | 1/2 finale | 1/2 finale | 1/2 finale | 1/2 finale    |     |   | Finale | Finale | Finale | Finale | Finale |  |  |
|  |                     |                |                    |               |                |      |     |            |            |            |            |               |     |   |        |        |        |        |        |  |  |
|  |                     |                |                    |               |                |      |     |            |            |            |            |               |     |   |        |        |        |        |        |  |  |
|  | CSD Municipal       | (1)            | 1                  | 3             |                |      |     |            |            |            |            |               |     |   |        |        |        |        |        |  |  |
|  | CSD Municipal       | (1)            | 1                  | 3             |                |      |     |            |            |            |            |               |     |   |        |        |        |        |        |  |  |
|  | Xelaju MC           | (8)            | 1                  | 1             |                |      |     |            |            |            |            |               |     |   |        |        |        |        |        |  |  |
|  | Xelaju MC           | (8)            | 1                  | 1             | CSD Municipal  | (1)  | 0   | 2          |            |            |            |               |     |   |        |        |        |        |        |  |  |
|  |                     |                |                    |               |                | (1)  | 0   | 2          |            |            |            |               |     |   |        |        |        |        |        |  |  |
|  |                     |                | CD Jalapa          | (5)           | 0              | 0    |     |            |            |            |            |               |     |   |        |        |        |        |        |  |  |
|  | Deportivo Marquense | (4)            | CD Jalapa          | (5)           | 0              | 0    | 0   | 2          |            |            |            |               |     |   |        |        |        |        |        |  |  |
|  | Deportivo Marquense | (4)            |                    |               |                |      |     |            |            |            |            |               |     |   |        |        |        |        |        |  |  |
|  | CD Jalapa           | (5)            | 2                  | 1             |                |      |     |            |            |            |            |               |     |   |        |        |        |        |        |  |  |
|  | CD Jalapa           | (5)            | 2                  | 1             |                |      |     |            |            |            |            | CSD Municipal | (1) | 0 | 3      | 0(4)   |        |        |        |  |  |
|  |                     |                |                    |               |                |      |     |            |            |            |            | CSD Municipal | (1) | 0 | 3      | 0(4)   |        |        |        |  |  |
|  |                     | Cobán Imperial | (2)                | 3             | 0              | 0(2) |     |            |            |            |            |               |     |   |        |        |        |        |        |  |  |
|  | Cobán Imperial      | Cobán Imperial | (2)                | 3             | 0              | 0(2) | (2) | 1          | 2          |            |            |               |     |   |        |        |        |        |        |  |  |
|  | Cobán Imperial      |                |                    |               |                |      | (2) | 1          | 2          |            |            |               |     |   |        |        |        |        |        |  |  |
|  | Aurora FC           | (7)            | 1                  | 1             |                |      |     |            |            |            |            |               |     |   |        |        |        |        |        |  |  |
|  | Aurora FC           | (7)            | 1                  | 1             | Cobán Imperial | (2)  | 1   | 3          |            |            |            |               |     |   |        |        |        |        |        |  |  |
|  |                     |                |                    |               |                | (2)  | 1   | 3          |            |            |            |               |     |   |        |        |        |        |        |  |  |
|  |                     |                | CSD Comunicaciones | (3)           | 1              | 2    |     |            |            |            |            |               |     |   |        |        |        |        |        |  |  |
|  | CSD Comunicaciones  | (3)            | CSD Comunicaciones | (3)           | 1              | 2    | 0   | 4          |            |            |            |               |     |   |        |        |        |        |        |  |  |
|  | CSD Comunicaciones  | (3)            |                    |               |                |      | 0   | 4          |            |            |            |               |     |   |        |        |        |        |        |  |  |
|  | Deportivo Zacapa    | (6)            | 1                  | 0             |                |      |     |            |            |            |            |               |     |   |        |        |        |        |        |  |  |
|  | Deportivo Zacapa    | (6)            | 1                  | 0             |                |      |     |            |            |            |            |               |     |   |        |        |        |        |        |  |  |

#### Quarts de finale
| Club                | Aller | Retour | Club             | Commentaire |
| CSD Municipal       | 1-1   | 3-1    | Xelaju MC        |             |
| Deportivo Marquense | 0-2   | 2-1    | CD Jalapa        |             |
| Cobán Imperial      | 1-1   | 2-1    | Aurora FC        |             |
| CSD Comunicaciones  | 0-1   | 4-0    | Deportivo Zacapa |             |

#### Demi-finales
| Club           | Aller | Retour | Club               | Commentaire |
| CSD Municipal  | 0-0   | 2-0    | CD Jalapa          |             |
| Cobán Imperial | 1-1   | 3-2    | CSD Comunicaciones |             |

#### Finale
| Match aller      | Cobán Imperial   | 3:0 | CSD Municipal | Stade Verapaz |  |
| 19 décembre 2001 | Buteurs inconnus |     |               |               |  |

| Match retour     | CSD Municipal    | 3:0 (a.p.) | Cobán Imperial | Stade Mateo Flores |  |
| 23 décembre 2001 | Buteurs inconnus |            |                |                    |  |
| 23 décembre 2001 | Tirs au but 4:2  |            |                |                    |  |

## Bilan du tournoi
| Tournoi d'ouverture du championnat de football du Guatemala 2001 |                       |
| Champion                                                         | CSD Municipal         |
| Dauphin                                                          | Cobán Imperial        |
| Qualifications continentales                                     |                       |
| Copa Interclubes UNCAF 2002 (Phase de groupes)                   | CSD Municipal         |
| Promotions et relégations                                        |                       |
| Promus en Liga Nacional de Guatemala                             | Aucun                 |
| Relégués en Primera División de Guatemala                        | Deportivo Petapa (en) |
| Relégués en Primera División de Guatemala                        | Universidad SC        |